# Fritz Enderlin
Karl Friedrich „Fritz“ Enderlin (* 25. Mai 1883 in Amriswil; † 29. November 1971 in Zürich) war ein Schweizer Lehrer, Dialektologe, Mundartschriftsteller und Kirchenlieddichter.

## Leben

### Familie
Fritz Enderlin stammte aus einer bäuerlich-handwerklichen Familie und war der Sohn von Karl Friedrich Enderlin (* 4. Februar 1857 in Roggwil; † 8. März 1885 in Amriswil) und dessen deutscher Ehefrau Karolina (* 10. Dezember 1860 in Rheineck; 19. Juli 1939 in Zürich), Tochter von Johann Knoepfli. Er hatte zwei Geschwister.
Ab dem 9. September 1910 war er mit Elsa Hermine (* 15. September 1886; † 1969), der Tochter von Hermann Hess (1859–1902), verheiratet. 1937 erfolgte seine Einbürgerung in Zürich.
Zu seinem Freundeskreis gehörte unter anderem die Lehrerin und Schriftstellerin Esther Odermatt (1878–1966).
Sein Nachlass befindet sich im Thurgauer Staatsarchiv.

### Werdegang
Fritz Enderlin besuchte die Kantonsschule Frauenfeld und immatrikulierte sich 1905 zum Germanistikstudium an der Universität Zürich. Das Studium beendete er 1909 mit einer von Albert Bachmann betreuten und 1911 erschienenen Dissertation über den ostschweizerischen Dialekt von Kesswil.
Nach Beendigung des Studiums war er anfangs als Gymnasiallehrer an der Kantonalen Handelsschule in Bellinzona und ab 1911 an der Höheren Töchterschule (heute Kantonsschule Hohe Promenade) in Zürich tätig. 1922 wurde er deren Prorektor und war von 1930 bis 1949 deren Rektor. Zur Schule gehörte damals noch ein Lehrerinnenseminar, das zwei Gymnasialabteilungen und die Frauenbildungsschule umfasste; später gliederte er auch noch ein Kindergärtnerinnenseminar an.

### Berufliches und schriftstellerisches Wirken
In seiner Funktion als Rektor führte Fritz Enderlin durch die Einführung neuer Abteilungen und Fächer weitreichende Reformen an der Schule durch. Dazu war er auch in der Bildungspolitik auf gesamtschweizerischer Ebene aktiv tätig.
Infolge seiner religiösen Haltung war er Mitglied in der Zürcher Oxford-Gruppe und lernte dadurch den Theologen Emil Brunner und dessen Freundes- und Bekanntenkreis kennen, unter anderem auch den Juristen Dietrich Schindler, den Romanisten Theophil Spoerri und den Psychotherapeuten Alphonse Mäder (1882–1971). Er übersetzte unter anderem auch Psalmen und Hymnen.
Von 1942 bis 1952 wirkte er als Kommissionsleiter massgeblich an der Schaffung des Gesangbuchs der evangelisch-reformierten Kirchen der deutschen Schweiz mit, das bis 1998 in Gebrauch war und zu dem er den Text zu sechs Kirchenliedern beitrug. Darüber hinaus passte er die Texte der altertümlichen Lieder von Ambrosius Lobwasser an, ohne hierbei deren Sinn zu verfälschen. Nach seiner Textübertragung wird heute das Adventslied Nun komm, der Heiden Heiland in der Schweiz gesungen.
Mit seinem autobiografischen Roman Hans im Weg von 1926 beschrieb er eine unglückliche Jugend. Es folgten unter anderem 1943 Haus am See, eine Schrift zur Naturlyrik, und 1963 Gedichte in Oberthurgauer Mundart. Überdies übersetzte er die französischen Veröffentlichungen des Schweizer Schriftstellers Charles Ferdinand Ramuz in seine Ostschweizer Mundart und gab mehrere Lyrik-Anthologien für die Schule heraus. Seine Gedichte veröffentlichte er unter anderem in der Zeitschrift Wissen und Leben. Ungedruckt blieb eine Rückschau, in der er seine Schulerlebnisse an der Kantonsschule schilderte.

## Ehrungen und Auszeichnungen
1925 gewann Fritz Enderlin den zweiten Platz eines literarischen Wettbewerbs, den der Orell-Füssli-Verlag veranstaltete, und erhielt 2000 Schweizer Franken.
1954 erhielt er für sein literarisches Schaffen den Gesamtwerkspreis der Schweizerischen Schillerstiftung, verbunden mit 1500 Franken.
1955 wurde er vom Regierungsrat des Kantons Zürich und 1960 von der stadtzürcherischen Literaturkommission für sein Schaffen ausgezeichnet.

## Mitgliedschaften
Fritz Enderlin war Mitglied der Studentenverbindung Schweizerischer Zofingerverein und wurde von dieser 1906 für seine Arbeit L’effondrement dt la politique de Zwingli für den Louis-Vulliemin-Preis vorgeschlagen.
1927 wurde er, als Nachfolger von Jakob Bührer, in die Rechnungskommission des Schweizerischen Schriftstellervereins gewählt. Im gleichen Jahr erfolgte auch seine Wahl in die Rekurskommission. 1952 wurde er in deren erweiterten Vorstand gewählt.
1940 wurde er als Ersatzmann für den zurückgetretenen Hans Wickihalder (1896–1951) in die städtische Literaturkommission gewählt. Im gleichen Jahr gehörte er auch dem Patronatskomitee an.
1957 war er Vorsitzender der Betreuungskommission, die sich um die Ausbildung, Unterbringung und Betreuung der ungarischen Mittelschüler kümmerte, die nach dem Ungarischen Volksaufstand in die Schweiz gekommen waren.
Enderlin war Mitglied des PEN-Club.

## Schriften (Auswahl)
- Die Mundart von Kesswil (= Beiträge zur Schweizerdeutschen Grammatik. 5). Huber, Frauenfeld [1911].
- Adolf Frey: Ein Kunsterlebnis. Rascher, Zürich / Leipzig 1913.
- mit Paul Gessler, Esther Odermatt: Deutsche Lyriker vom 16. bis ins 20. Jahrhundert. Kontor der Höheren Töchterschule, Zürich 1913.
- Adolf Frey zu Ehren. In: Die Schweiz, Band 24, 1920, doi:10.5169/seals-571487#39, S. 10–15.
- Die Fräulein von Saint-Cyr. Grethlein, Leipzig / Zürich 1921.
- Hans im Weg. Orell Füssli, Zürich / Leipzig / Berlin 1926.
- Der Sinn des Gymnasiums. In: Neue Schweizer Rundschau. Band 8, Heft 12, 1940–1941, doi:10.5169/seals-758197#773, S. 764–774.
- Haus am See. Orell Füssli, Zürich 1943.
- Hölderlin zur Wiederkehr seines hundertsten Todestages. In: Neue Schweizer Rundschau. Band 11, Heft 2, 1943–1944, doi:10.5169/seals-759442#105, S. 100–108.
- Erziehung als Auftrag. Verein Ehemaliger Schülerinnen der Töchterschule Zürich, Zürich 1949.
- Der Magus von Zürich: Johann Caspar Lavater. Orell Füssli, Zürich 1953.
- Horaz, Fritz Enderlin: Nachdichtungen mit dem lateinischen Original. Tschudy, St. Gallen 1956.
- Deutsche Lyriker unserer Zeit. Orell Füssli, Zürich 1958.
- mit Ernestine Werder: Giulio Salvadori. Buchdruckerei Stäfa, Stäfa 1958.
- (Hrsg.): Horaz: Oden in Auswahl. Tschudy, St. Gallen 1960.
- La Grande Guerre du Sondrebond. De Sonderbunds-Chrieg. Huber, Frauenfeld 1962.
- Gedichte in Oberthurgauer Mundart. Huber, Frauenfeld 1963.
- Heimat am See. Gedichte. Orell Füssli, Zürich 1963 (zweite Auflage des Werks von 1943).